# مرآة الغرب
مراة الغرب هي صحيفة ناطقة باللغة العربية أسسها ونشرها في مدينة نيويورك نجيب دياب عام 1899. وبحلول عام 1911، أصبحت تعتبر أفضل صحيفة عربية نُشرت في الولايات المتحدة. في عام 1908، ورد أن مرآة الغرب كانت واحدة من الأدوات التي حرضت الجيش التركي على ثورته الأخيرة ضد حكومة السلطان العثماني.
ونشرت الصحيفة في أعمدتها العديد من كتاب المهجر، وكانت بمثابة الوسيلة الأولى لكتابة خليل جبران (1910)، وميخائيل نعيمة (1915)، وأمين الريحاني (1916)، وإيليا أبو ماضي (1918). كانت الآراء السياسية والافتتاحيات في الصحيفة، في أعدادها الأولى، معادية للعثمانيين وبالأخص للقوميين الأتراك. وفي وقت لاحق، دعمت فكرة إنشاء شرق أوسط فدرالي موحّد، وكانت مشددة على عدم تقسيم سوريا وفلسطين ولبنان. وكانت معارضة بشدة للاستعمار الفرنسي في المنطقة.
وقد نشرت مطبعتها أعمالًا مثل رواية الأجنحة المتكسرة لخليل جبران في عام 1912.
توقفت المجلة عن الصدور في عام 1961، ولكن أُحيَت منذ ذلك الحين في مدينة نيويورك في عام 2013 مجلة بنفس الاسم العربي ولكن كانت مجلة غير سياسية باللغة العربية على الإنترنت ومهتمة على المستوى المادي بالأدب والشعر والثقافة والطب.
المحررون: 1899-1916: نجيب دياب ؛ 1916-1918: ويليام كاتزيفليس؛ 1918-1928: إيليا أبو ماضي ؛ 1928-1936: نجيب دياب؛ 1937-1946: نسيب عريضة ؛ 1946-1961: فريد غصن
ما بعد الإحياء :
2013–حتى الآن: الدكتور كمال توبة

## روابط خارجية
- مجموعة (مركز مويس أ. خيرالله لدراسات الشتات اللبناني)
- مكتبة الكونجرس